# Boivre-la-Vallée
Boivre-la-Vallée es una comuna nueva francesa situada en el departamento de Vienne, de la región de Nueva Aquitania.

## Historia
Fue creada el 1 de enero de 2019, en aplicación de una resolución del prefecto de Vienne de 21 de septiembre de 2018 con la unión de las comunas de Benassay, La Chapelle-Montreuil, Lavausseau y Montreuil-Bonnin, pasando a estar el ayuntamiento en la antigua comuna de Lavausseau.

## Demografía
Según los datos aportados en la resolución del prefecto de Vienne, la comuna se crea con 3194 habitantes.

## Composición
| Comuna fusionada      | Código INSEE | Población (2016) | Superficie (km²) | Densidad (hab./km²) |
| --------------------- | ------------ | ---------------- | ---------------- | ------------------- |
| Benassay              | 86021        | 853              | 42.41            | 20                  |
| La Chapelle-Montreuil | 86056        | 704              | 24.53            | 29                  |
| Lavausseau            | 86123        | 798              | 24.71            | 32                  |
| Montreuil-Bonnin      | 86166        | 754              | 25.76            | 29                  |